# Joseph de Mauduit de Kervern
Pour les personnes ayant le même patronyme, voir Mauduit.
Joseph Gabriel de Mauduit de Kervern, né le 24 novembre 1797 à Moëlan-sur-Mer et décédé 28 août 1877 à Quimperlé, est un industriel français fondateur des Papeteries de Mauduit.

## Biographie

Armes des Mauduit du Plessis

Joseph Gabriel de Mauduit de Kervern est un  fils de Gabriel Hippolyte de Mauduit de Kervern (1752-1810), capitaine au régiment royal de marine, et d'Angélique Mahé de Berdouaré (1762-1813).
Joseph Gabriel commence une carrière militaire dans l'infanterie. Le 16 février 1835, alors qu'il est capitaine, il épouse Virginie Cabon de Kerandraon à Quimperlé, fille d'Eugène Cabon de Kerandraon (1780-1827), officier d'infanterie, propriétaire, et de Nicole Testard du Cosquer, rentière.
En 1855, il rachète l'ancien moulin à papier de Kerisole au comte du Couëdic et en modernise les chaînes de fabrication. L'usine devient alors, une des plus importantes du département, et porte désormais le nom de Papeteries de Kerisole. L'usine produit environ 180 tonnes par an de papier impression, de papier mousseline et de papier à cigarettes, qui sont dans la grande majorité exportée en Russie.
En 1862, il fait construire pour sa femme Virginie sur une colline qui domine la papeterie le petit château de la Roche-Beaubois qui deviendra l'hôtel de ville de Quimperlé.
Joseph Gabriel de Mauduit de Kervern décède le 28 août 1877 à Quimperlé en son château de Kerbertrand, son fils Henri reprendra la papeterie.
Actuellement, les papeteries de Mauduit appartiennent au groupe américain Schweitzer-Mauduit International (SWM), le leader mondial du papier à cigarette.